# Йокаста (спътник)
Вижте пояснителната страница за други значения на Йокаста.
Йокаста е естествен спътник на Юпитер. Открит е от екипа от астрономи Скот Шепърд, Дейвид Джуит, Янга Фернандез и Юджийн Маниер на 23 ноември 2000 г. Първоначалното означение на спътника е S/2000 J 3. Спътникът носи името на фигурата от древногръцката митология Йокаста.
Йокаста е малко по размери тяло с диаметър от 5,2 km и се намира на ретроградна орбита около Юпитер. Принадлежи към групата на Ананке.